# Olympische Sommerspiele 2008/Teilnehmer (Libanon)
| Gelbes Symbol für Goldmedaillen mit stilisierten Olympischen Ringen | Graues Symbol für Silbermedaillen mit stilisierten Olympischen Ringen | Braundes Symbol für Bronzemedaillen mit stilisierten Olympischen Ringen |
| ------------------------------------------------------------------- | --------------------------------------------------------------------- | ----------------------------------------------------------------------- |
| —                                                                   | —                                                                     | —                                                                       |

Der Libanon war mit der Teilnahme an den Olympischen Sommerspielen 2008 in Peking insgesamt zum 15. Mal bei Olympischen Spielen vertreten. Die erste Teilnahme war 1948.

## Teilnehmer nach Sportarten

### Gewichtheben
- Hassenen Moukaled
Männer, Klasse über 105 kg

### Judo
- Rudy Hachache
Männer, Klasse über 100 kg

### Leichtathletik
- Jean-Claude Rabbath
Männer
- Mohamad Siraj Tamim
Männer, 200 Meter Sprint
- Gretta Taslakian
Frauen, 200 Meter Sprint

### Schießen
- Ziad Richa
Männer, Skeet

### Schwimmen
- Basil Kaaki
Männer
- Wael Koubrousli
Männer, 100 Meter Brust, schied im ersten Vorlauf mit einer Zeit von 1:06.22 aus.
- Nibal Yamout
Frauen, 100 Meter Brust